# Castello di Breno
Il castello di Breno sorge sopra una collina al centro del paese di Breno. Le mura del castello contengono un'area di 0,525 ha, a circa 120 metri di dislivello dal paese.

## Preistoria
Alcune schegge di selce ritrovate sono state datate all'epigravettiano recente, poco dopo lo scioglimento del ghiacciaio in val Camonica.
Al di sotto del torrione ghibellino sono stati invece trovati i reperti di una abitazione neolitica, di forma trapezoidale, larga 5 metri appoggiata a guanciali laterali di roccia. Le pareti erano in graticci intonacati con fango: tipico modo di costruire le mura in Val Camonica fino ad alcuni decenni fa.
Nei pressi sono stati trovati reperti come utensili, vasi e due tombe, che gli studiosi definiscono cultura di Breno.
Rimangono poche tracce di un'abitazione dell'età del rame, mentre sembra che durante l'epoca romana il sito fosse completamente abbandonato (forse a causa della vicinanza della Civitas Camunorum.

## Medioevo

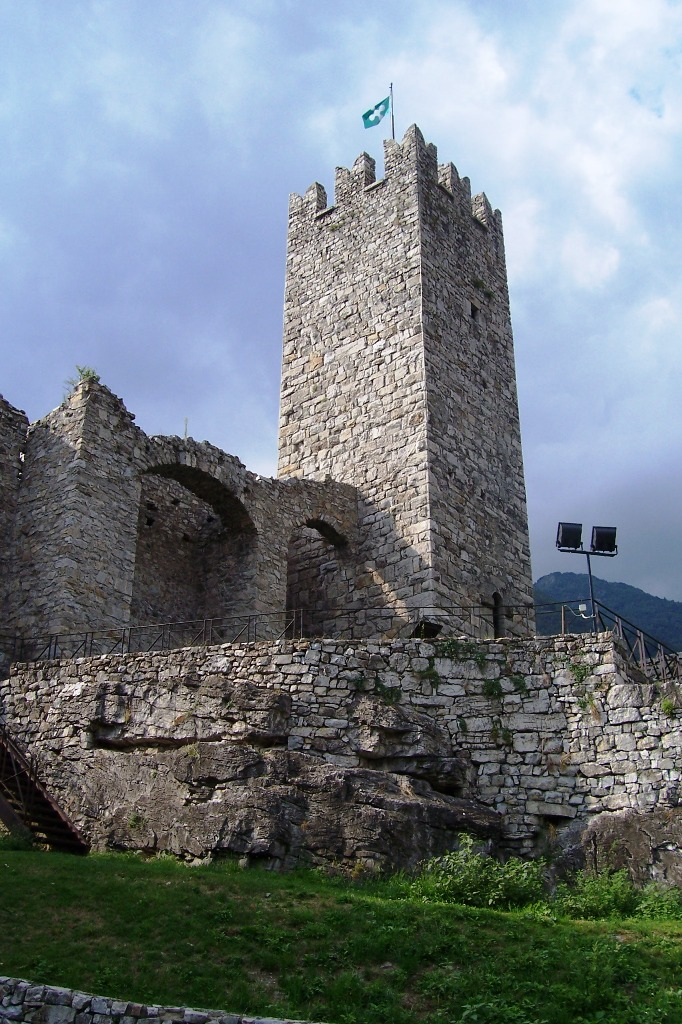
Torre del castello

La prima costruzione d'epoca storica fu la cappella dedicata a san Michele arcangelo, protettore dei longobardi, costruzione databile al IX secolo. Sono venute alla luce cinque tombe fra cui una di bambino. Attorno al XII secolo venne ampliata in chiesa romanica, venne poi demolita in un ampliamento del castello: oggi ne sono visibili i basamenti.
Le costruzioni civili sorgono a partire dal XII secolo, e sono il grande palatium a due piani, oggi distrutto, forse residenza dei Ronchi, potente famiglia di feudatari guelfi, la torre adiacente alta una ventina di metri e coronata in origine di merli guelfi, e la casatorre.
Già attorno al 1250-1300 l'intera collina doveva esser cintata da una fortificazione, a cui si accedeva da una torre-porta.
I palazzi civili vennero trasformati dai signori milanesi in roccaforti militari, destinata al comandante e alle sue guarnigioni, e si modificarono i merli guelfi in ghibellini.
1350 - 1450: scontri tra i veneziani ed i milanesi per la conquista della valle. È databile in questo periodo una fossa comune contenente molti corpi smembrati.
I Visconti inviano Francesco Bussone detto il Carmagnola che il 16 marzo 1421 conquista il castello di Breno e scacciando le forze di Pandolfo III Malatesta dalla Val Camonica.
A seguito della battaglia di Maclodio nel 1427 i milanesi riducono le forze in Valle, permettendo al Carmagnola (allora schierato con la Serenissima) di raggiungere e conquistare il castello di Breno che viene messa sotto il comando di Giacomo Barbarigo.
Pietro Visconti scende dall'alta valle fino a giungere a Lovere il 18 settembre 1438. Consolidate le posizioni sul lago d'Iseo torna a Breno e ne pone il castello sotto assedio. 
L'assedio del castello di Breno si protrae per sei mesi finché Pietro Avogadro, giungendo con soccorsi da Brescia, rompe l'assedio dopo una lunga resistenza degli occupanti, tra cui l'eroico Giacomo Ronchi.
Nel 1453 il castello di Breno, difeso da Pietro Contarini, Capitanio di Valle, Nicolò Rizzi, Castellano, Decio Avogadro, Pasino Leoni e la famiglia brenese dei Ronchi oppone una fiera resistenza. L'assedio inizia nel novembre 1453, supportato dalla filomilanese famiglia Federici. 
Francesco Sforza, avendo difficoltà a risolevere l'assedio, ordina al Colleoni di presentarsi con 1500 uomini e tramite l'uso dell'artiglieria da fuoco (qui per la prima volta in Valcamonica) i milanesi riescono a far capitolare la rocca.

## Età veneta
Il 9 aprile 1454, la pace di Lodi mise fine alle contese tra la Serenissima e Ducato di Milano per il controllo sulla valle: i territori bresciano e camuno passarono definitivamente sotto il dominio veneto. 
L'anno seguente, per evitare eventuali episodi di resistenza, Venezia ordinò la distruzione di tutti i castelli e rocche esistenti sul territorio valligiano, con l'esclusione di quello di Breno, che venne destinato a sede del reggimento locale, Cimbergo e Lozio, tenuti dalle famiglie Lodrone e Nobili schierate con la dominante.
Le fortificazioni curvilinee sul lato sud del castello sono datate a questo periodo: senza spigoli vivi resistevano meglio alle armi da fuoco.
Ripresa nel 1516 ai francesi, nel 1518 la rocca non più indispensabile per il controllo territoriale, e viene privata del presidio di sei uomini. Nella seconda metà del secolo il castello risultava "inhabitato": il Capitanio di Valle e gli altri funzionari avevano trovato sistemazione in paese.
Si riporta l'atto di cessione della rocca il 16 aprile 1598:
(Angelo Giorgi, "Il castello di Breno", in <<Itinera>>)

## Galleria d'immagini

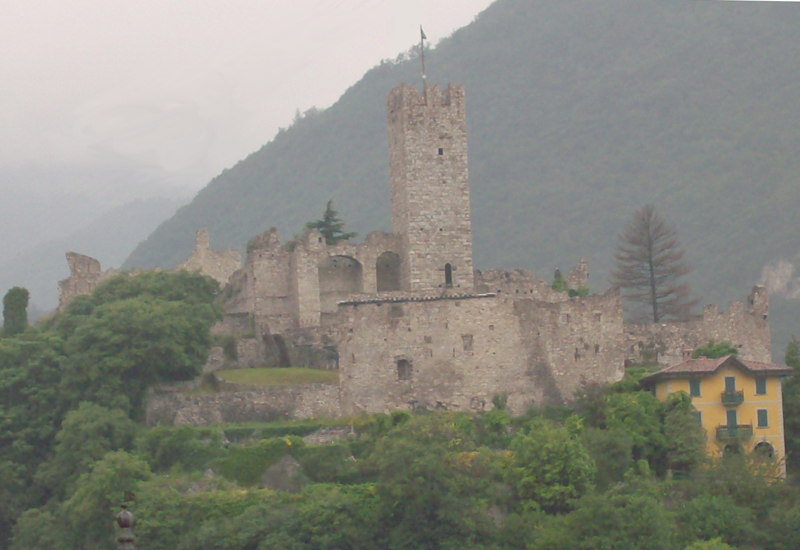
Castello di Breno
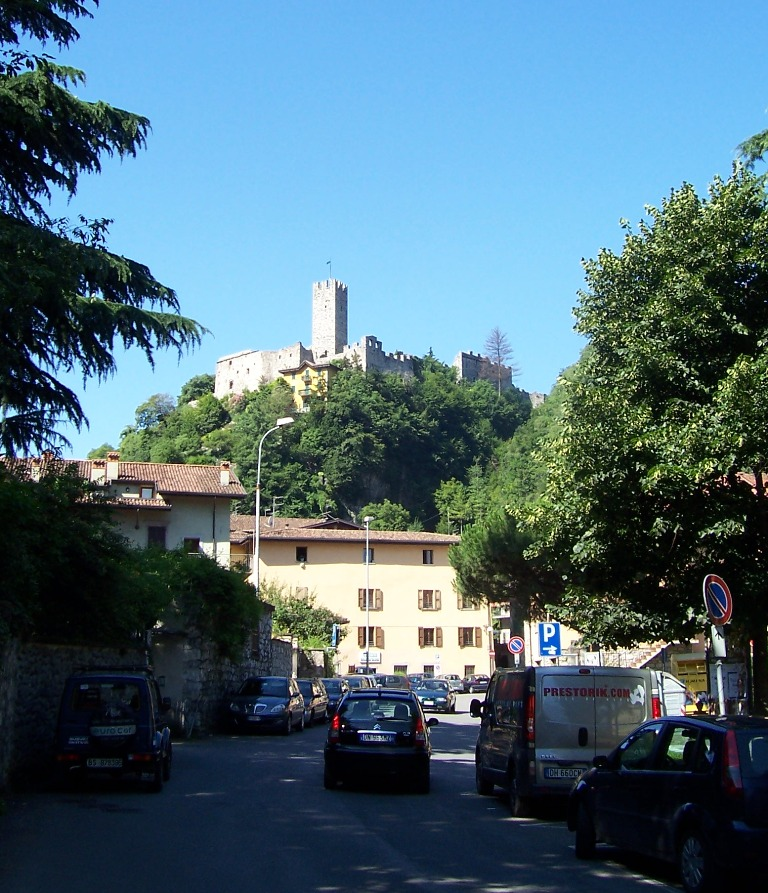
Il castello da nord
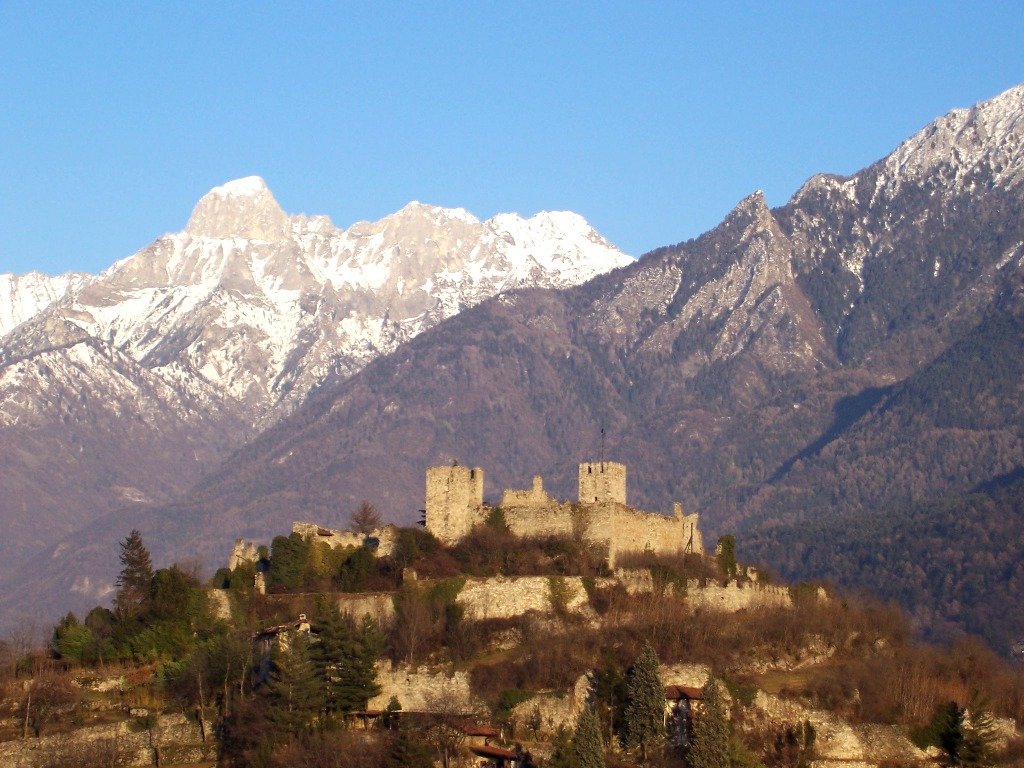
Il castello di Breno da sud
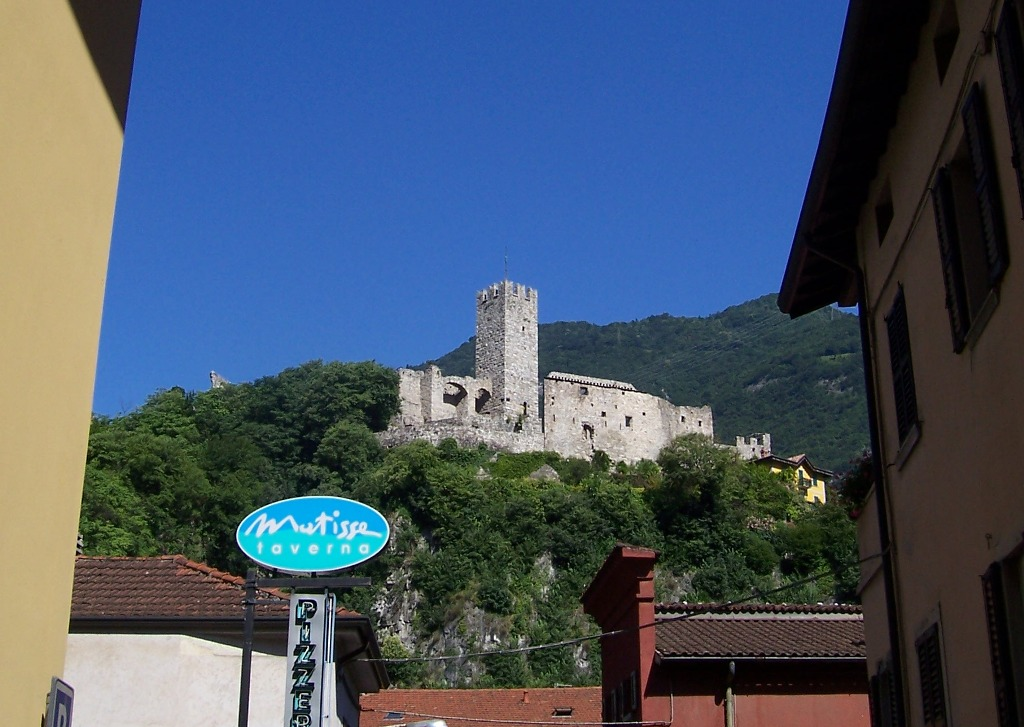
Il castello da est
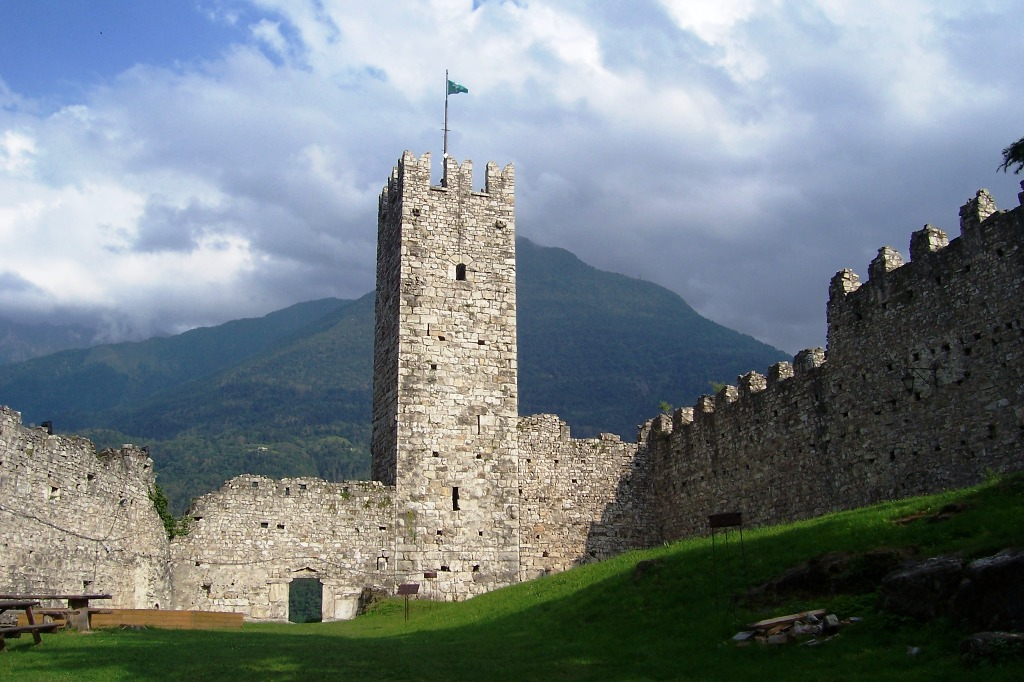
Interno del castello
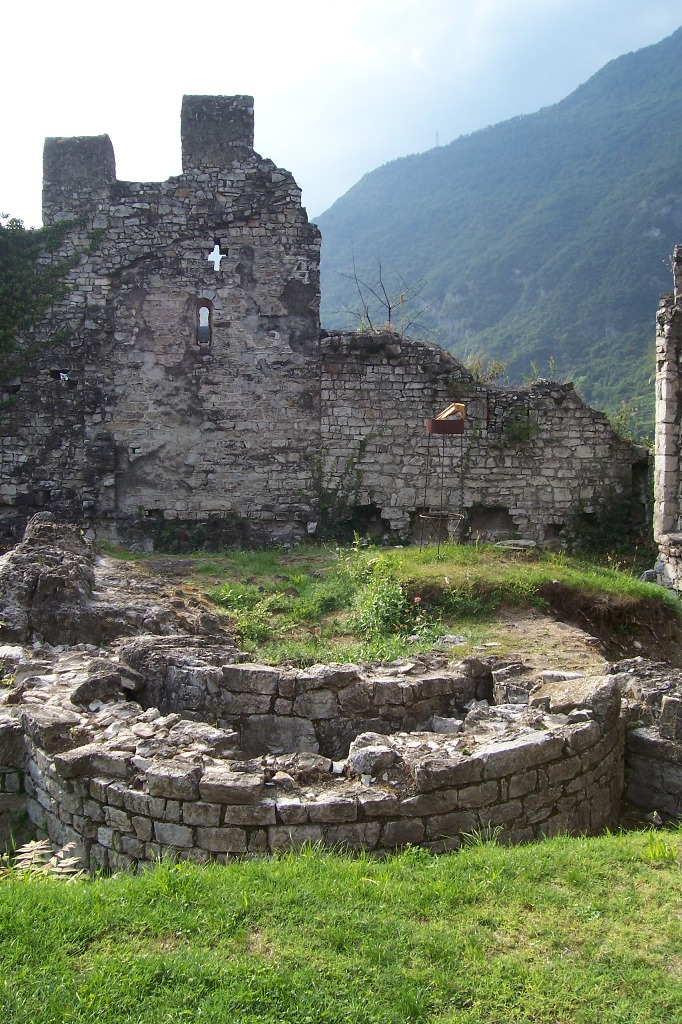
Resti della chiesa di San Michele
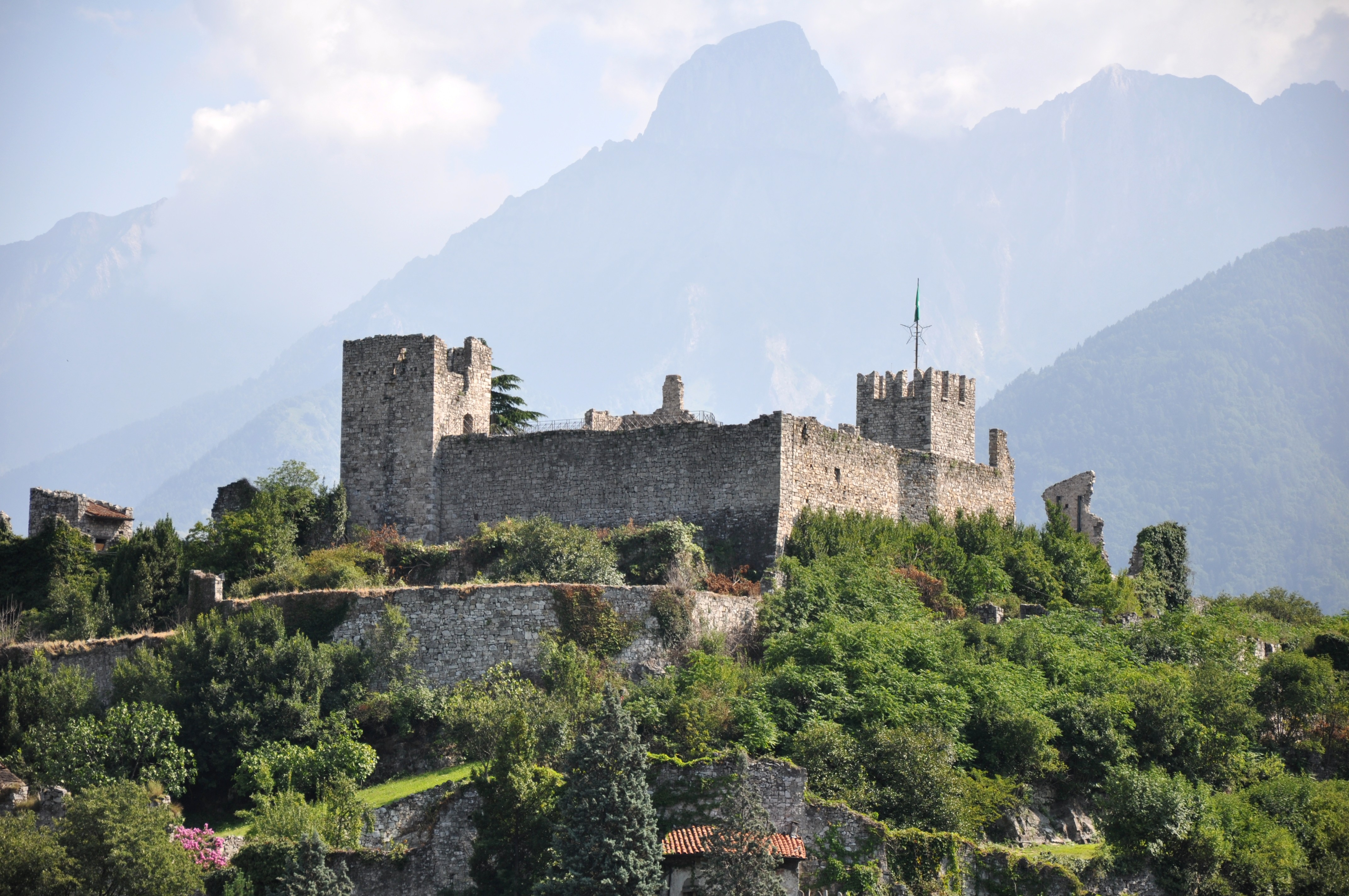
Castello di Breno
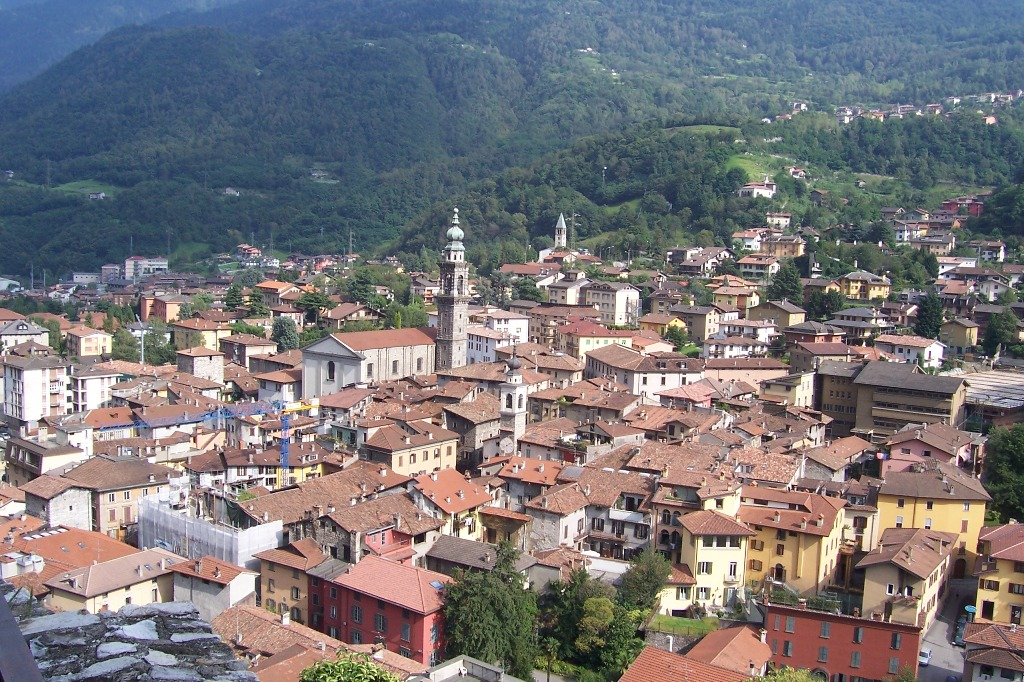
Breno visto dal castello